# گروسنویهه
گروسنویهه (به آلمانی: Großenwiehe) یک شهر در آلمان است که در اشلسویگ-فلنسبورگ واقع شده‌است. گروسنویهه  ۲٬۸۰۴ نفر جمعیت دارد.